# 山菜掘り

山菜掘り（模式図）

山菜掘り（さんさいほり）とは、山菜をはじめとした植物の採集、またガーデニング等の園芸作業に用いられるナイフの一種である。
山菜掘りナイフもしくはガーデンナイフ、レジャーナイフとも呼ばれる。

## 概要

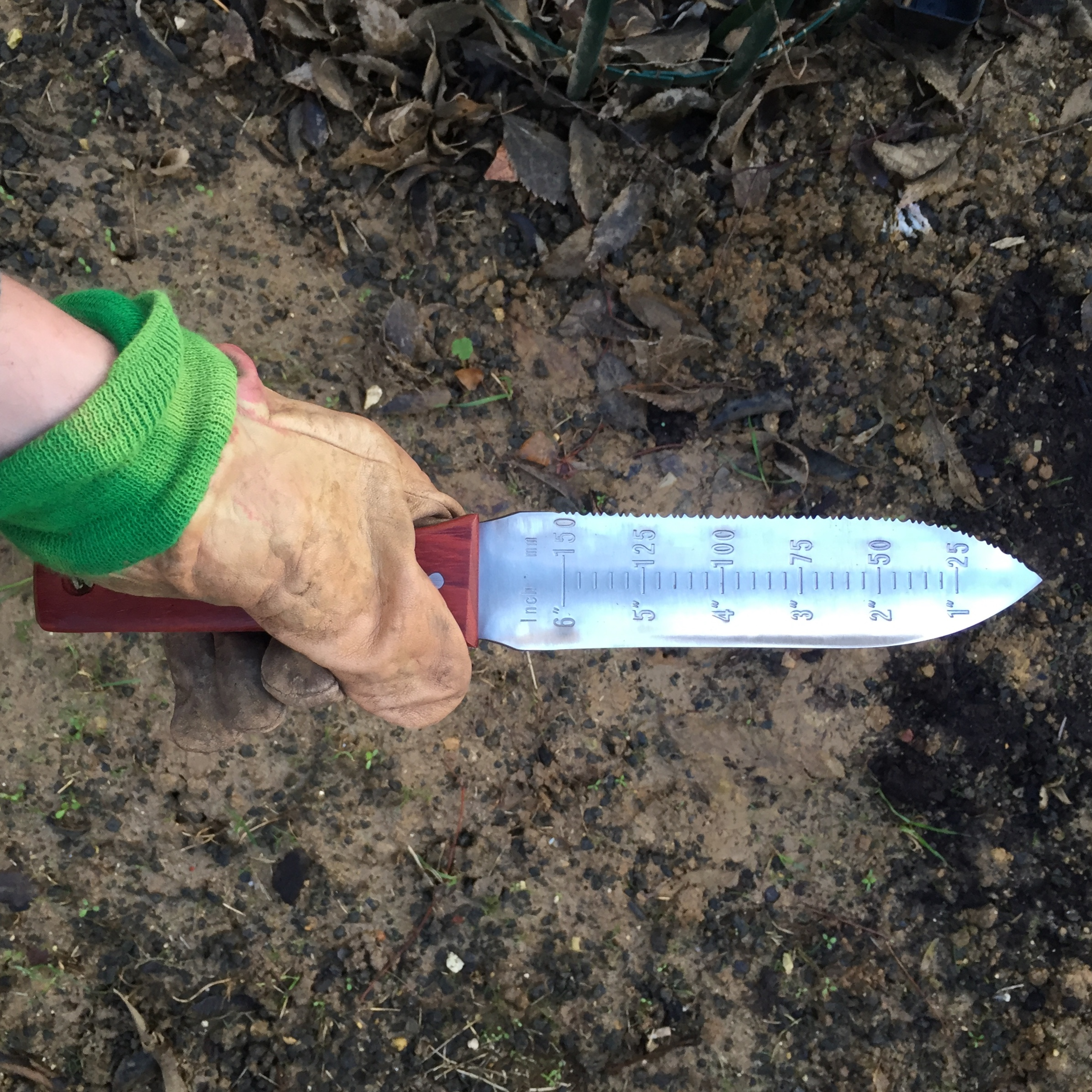
刀身に目盛りの刻まれている"Hori-hori Knife"
目盛りの単位はインチとミリメートルとなっている

“ナイフ”という名前で呼ばれるが、実態としては園芸用こて（移植こて）に近いもので、ナイフというよりは「園芸用こての柄を太く頑丈にしてブレード（匙部）のエッジ（縁）を鋭利にしたもの」と表現するのが最も適切である。
標準的なものは柄も含め全長は35cm前後、刃長は17cmほどで、先端は剣状になっており、両刃で片側は鋸刃状になっていることが多い。刃身の身巾は4cm程度と、ナイフとしてはかなり広いもので、断面は緩い円弧を描いた曲線形状になっており、物を切る、削るといった用途よりは、土を掘る、植物を根ごと地面より抜く、といったシャベル（スコップ）としての用途に最適化されている。掘った土の深さなどを測れるように、刃身に目盛りが刻まれているものもある。
用途の性格上さほど鋭利な斬れ味は必要とされないため、鋭く刃付けされることはないが、硬い土質の地面に突き立てたり、土中の草木の根を断ったりといった力のかかる作業にも用いることを考慮して、全体的に堅牢な作りになっており、茎（なかご、“中子”とも）が太く柄の後端近くまである“フルタング”構造に近いものになっている。
なお、この「山菜掘り」は、海外にも近似した刃物や道具はあるものの、日本独自のものであり、日本国外では「Hori Hori」もしくは「Hori Hori Knife」（日本語の「山菜「掘り」が転化されたもの）という名称で知られている（en:Hori_hori）。日本の製品が輸出されている他、海外で模倣して製造されたものもある。また、その形状はナイフデザイナーによってサバイバルナイフ他のデザインモチーフにも採り入れられている。

## 由来
刃物および道具としての由来は、山菜の採取や学術調査のための植物や土壌の採取に用いられる「根掘り（ねほり）」もしくは「根取り（ねとり）」であるとされているが、刃身の断面形状が緩い曲線になっている独特の形状は、「マタギ道具の一つとして竹を削って作られるスコップの一種がルーツである」とする説もある。